# あ・く・あ 〜ふたりだけの部屋〜
『あ・く・あ 〜ふたりだけの部屋〜』（あ・く・あ 〜ふたりだけのへや〜　英題名：A-QU-A Room for two）は、中川究矢監督の日本映画。2021年5月29日公開。

## 概要
脚本家の平谷悦郎が20年に渡って温めてきた「個室に閉じ込められた男女劇」という企画を、元AV女優の小泉ひなたを主演に迎え2020年にクラウドファンディングを実施。目標を上回る資金調達に成功し制作開始された。
撮影は2020年8月28日から9月2日までの5日間。主演の小泉には平谷がツイッターを通して申し込んだが、不審がられたうえ、当初は「なにか用事があるなら、まず事務所を通してください」と述べられたという。その後監督と2人で事務所を通して企画が進められていった。
主演の小泉は「ちょっと無気力な感じの女の子なんですけどある出来事がきっかけでどんどんSに目覚めていく、あまりやったことがない役」。櫻井は「（撮影中は）脚本の平谷さんも中川監督も一体何を考えているのだろうか（と思っていた）」。「脳味噌フルシェイクで観てほしい」と述べている。
劇伴音楽はアーバンギャルドのメンバー、おおくぼけいが担当。主題歌はおおくぼが作詞・作曲した『朝が落ちてくる』を木乃伊みさとが歌う。レイティングはR-15+。
主題歌及び劇伴は2021年5月26日より各音楽配信サービスにて配信開始。
公開初日には、出演者による舞台挨拶が行われた。
ライターの大坪ケムタは「謎から謎にドライブし行き着く果ては…なSFコメディ。地味顔もSな顔も魅力な小泉ひなたさん、キュートな後輩役の今城沙耶さんもよかった」とコメントを寄せた。

## あらすじ
達生は配達先で死んだような眼をした女・聡子と出会い、恋に落ちる。聡子は抜け殻のような生活をしていたが、恋人・征人とセックスするときだけは生き生きとしていた。
ある日、気づくと達生と聡子は壁に「あ・く・あ」と書かれた部屋に閉じ込められていた。なぜこんな空間に閉じ込められなければならないのか。ストレスを募らせる聡子。一方でそんな状況に幸せを感じ始める達生。やがて聡子のストレスは爆発し、達生に鬱憤をぶつけ始める。

## 登場人物
吉原聡子
演 ‐ 小泉ひなた
部屋にとじ込まれた女。過去のトラウマから死んだような眼をして日常を過ごす。20歳。毎週、月曜日に恋人・征人と受動的に自宅の部屋で会っている。
演じる小泉はAVのドラマ作品以外では初の演技となった。緊張から本読み時点では誰とも目を合わせられなかったが、撮影当日にはセリフをばっちり覚えてきており、役者間のコミュニケーションも取れていた。櫻井は小泉の芝居を「映画が初めてとは思えなかった」と評価している。
崎山達生
演 ‐ 櫻井保幸
部屋にとじ込まれた男。25歳。義理の姉から生き方を否定され、未来を束縛されている。
演じる櫻井はオーディションで抜擢。脚本の平谷は役者として場数があったこと、監督の中川は「ビシッと来た」ことがポイントとなった点だと明かしている。
茂森叶美
演 ‐ 今城沙耶
達生の後輩。23歳。苔好き。達生の気持ちはともかく、一途に突っ走るド天然娘。
演じる今城の起用はオーディションでの「滲み出る“変さ”が決め手」となったと平谷は語っている。配役が決まって最も設定がプラスされたキャラクターで、公園で出会うシーンで用意できるヲタク趣味という基準から苔好きという要素が選ばれた。プロトタイプ時点では堺叶美。
中善寺征人
演 ‐ 関幸治
聡子のクズな恋人。40歳。実は妻子持ち。
仙道司
演 ‐ 園部貴一
過去、聡子を監禁していた男。48歳。
美津江
演 ‐ 伊澤恵美子
達生の義姉。30歳。
刑事
演 ‐ 川連廣明、小橋秀行
聡子を犯人から救った男たち。
喫茶店店主・小池
演 ‐ 石川雄也
聡子がアルバイトする喫茶店のマスター。45歳。
常連客・陸平
演 ‐ 高崎二郎
喫茶店の常連客。48歳。
バカップル
演 ‐ 大葉かやろう（おかわり）、八つ橋てまり（おかわり）
隕石を拾ったカップル。正式な役名は演者と同じ、かやろうとてまり。
しず香
演 ‐ 加藤桃子（声の出演）
聡子の母
明日香
演 ‐ 川瀬知佐子
監禁されていた少女。14歳。
弥生
演 ‐ 紺谷凪乃
監禁されていた少女。14歳。
喫茶店の客
演 ‐ 漁師JJ

## 音楽
- 主題歌：みいらみさと「朝が落ちてくる」

## スタッフ
- 監督・編集・整音・音響効果：中川究矢[17]
- アソシエイトプロデューサー：漁師JJ、藤田隆盛、原田努（昭島のトム）
- プロデューサー：中川究矢
- 企画・脚本：平谷悦郎
- 音楽：おおくぼけい
- 撮影：関将史、伊集守忠[18]
- 照明：山口峰寛、加藤大輝
- 録音：伊豆田廉明
- VFX：東海林毅
- スタイリスト：鈴木里菜
- ヘアメイク：杉本あゆみ
- 助監督：登り山智志
- 撮影助手：西愛由美、後藤大輔、福本華央[18]
- 照明助手：西愛由美、小田桃子、永瀬草也[18]
- 演出助手：岡本浩太郎[18]
- 制作応援：高橋信、中谷太[18]
- 車輛応援：金子二郎[18]
- 製作：映画『あ・く・あ～ふたりだけの部屋～』製作委員会
- 制作プロダクション・配給：Power Arts Production